# Jeļena Ostapenko
Jeļena Ostapenko (sinh ngày 8 tháng 6 năm 1997), hay tên khác là Aļona Ostapenko, là một vận động viên quần vợt người Latvia. Cô đạt thứ hạng cao nhất trên bảng xếp hạng WTA đơn là thứ 5 thế giới vào tháng 3 năm 2018, và đạt hạng 32 trên bảng xếp hạng đánh đôi WTA vào tháng 6 năm 2017.
Ostapenko từng vô địch đơn nữ Giải quần vợt Pháp Mở rộng 2017, trở thành tay vợt Latvia đầu tiên vô địch một giải Grand Slam và là tay vợt không được xếp hạng hạt giống đầu tiên vô địch Pháp Mở rộng kể từ năm 1933. Cô cũng là thành viên của đội tuyển Fed Cup Latvia. Cô giành được bảy danh hiệu đơn và tám danh hiệu đôi tại hệ thống giải của ITF, cũng như vô địch nội dung đơn nữ trẻ Giải quần vợt Wimbledon 2014. Ostapenko nổi tiếng với lối đánh quyết liệt, đặc biệt là các cú đánh dọc dây.

## Cuộc sống cá nhân
Jelena sinh tại Riga, Latvia. Cha cô, ông Jevgenijs Ostapenko là một cựu cầu thủ bóng đá chuyên nghiệp. Ông từng chơi cho FC Metalurh Zaporizhya. Mẹ cô là bà Jelena Jakovleva, bà chính là người giới thiệu Ostapenko tới với quần vợt. Ostapenko có một anh trai cùng cha khác mẹ, Maksim, hiện đang sống tại Hoa Kỳ. Ostapenko cũng biết khiêu vũ. Cô từng giành quyền tham dự Giải khiêu vũ quốc gia Latvia. Sau đó, một chấn thương bàn chân đã cướp đi sự nghiệp khiêu vũ của cô. Năm 12 tuổi, cô mới thực sự chuyên tâm chơi quần vợt. Ostapenko thần tượng Serena Williams từ nhỏ. Cô nói tiếng Latvia, tiếng Nga, và tiếng Anhh.
Tên khai sinh hợp pháp của cô là Jeļena, nhưng gia đình và bạn bè thường gọi cô với tên thân mật là Aļona. Khi cô ra đời, cha mẹ cô muốn đặt tên cô là Aļona, tuy nhiên cái tên này không có trong lịch đặt tên Latvia, vì vậy cô được đặt tên là Jeļena giống như mẹ cô. Mặc dù vậy chính quyền Latvia hiện khẳng định không có sự giới hạn nào trong việc đặt tên con cái ở Latvia. Người hâm mộ Latvia và khu vực Đông Âu cũng luôn gọi cô là Aļona, và chỉ bắt đầu được người hâm mộ quần vợt phương Tây biết tới từ năm 2017. Cô sử dụng tên khai sinh để tránh rắc rối về hành chính.

## Sự nghiệp

### 2014: Vô địch Wimbledon trẻ và ra mắt chuyên nghiệp
Ostapenko vô địch nội dung đơn nữ trẻ tại Giải quần vợt Wimbledon 2014 và vươn lên hạng 2 trên bảng xếp hạng trẻ thế giới vào tháng 9 năm 2014. Cô lần đầu tiên thi đấu một vòng đấu chính của WTA Tour tại Tashkent Open 2014 thông qua suất wildcard.

### 2015: Ra mắt vòng đấu chính Grand Slam
Tại Ladies Neva Cup, Ostapenko vượt qua vòng loại và giành chức vô địch.
Tại Wimbledon, Ostapenko đánh bại hạt giống số 9 Carla Suárez Navarro trong hai set ở vòng một nhưng thua sau đó trước Kristina Mladenovic.
Tại Mỹ Mở rộng, cô thua ở vòng hai trước Sara Errani.
Vào tháng 9 cô lọt vào trận chung kết WTA đầu tiên trong sự nghiệp tại Coupe Banque Nationals nhưng thua trước Annika Beck.
Cô kết thúc mùa giải ở vị trí thứ 79.

### 2016:Chung kết Premier 5 đầu tiên, bán kết đôi nam nữ Wimbledon

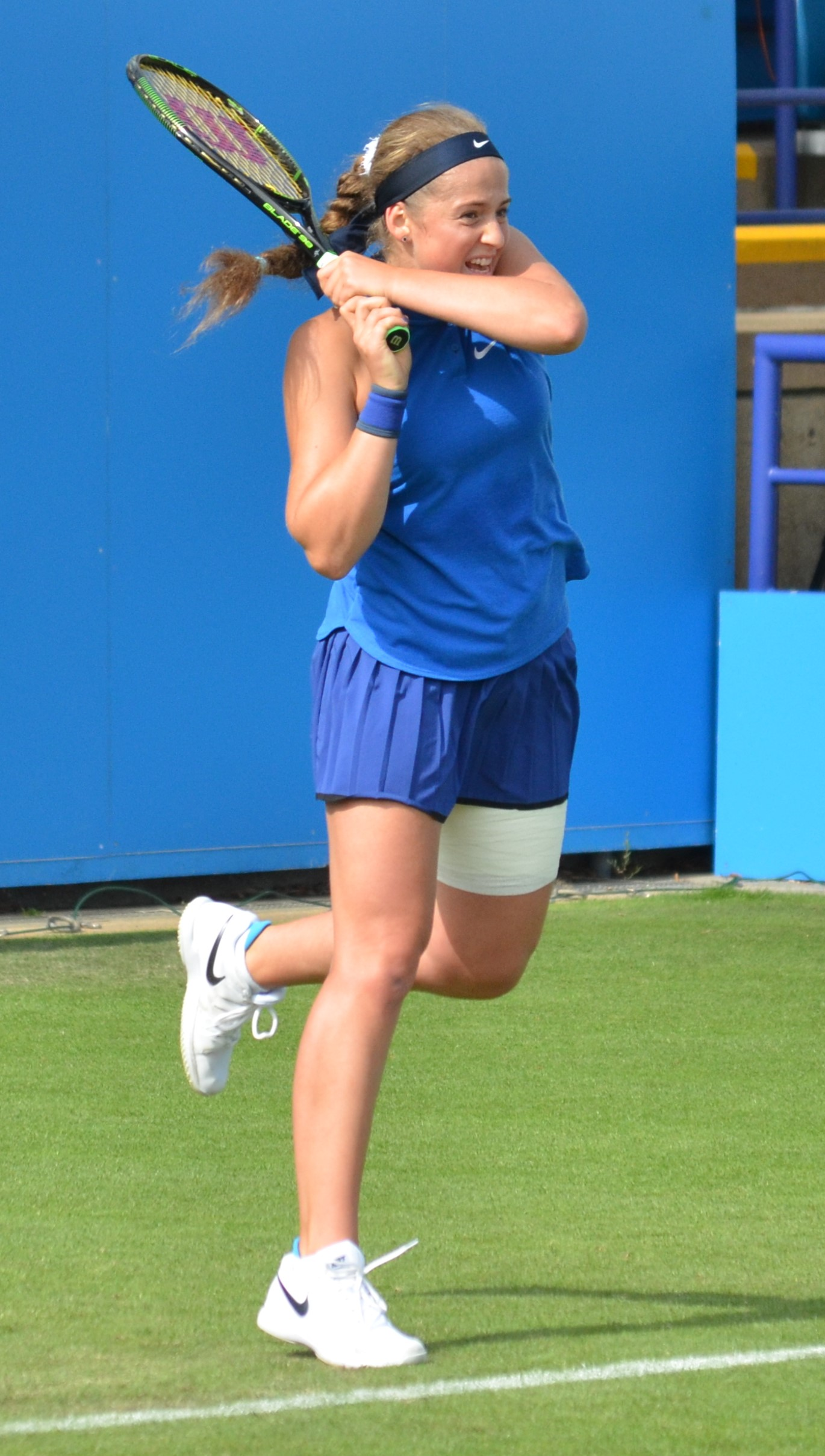
Ostapenko tại Eastbourne International 2016

Cô lọt vào chung kết Qatar Open, một giải Premier 5 ở Doha, chiến thắng trước Petra Kvitová trên đường tới chung kết. Cô để thua Carla Suárez Navarro trong trận chung kết, tuy nhiên vươn lên thứ 41 thế giới.
Tại Pháp Mở rộng, Ostapenko là một trong số các hạt giống nhưng thua Naomi Osaka ngay trong trận đầu tiên.
Tại Aegon Classic, cô thắng Anastasia Pavlyuchenkova tại vòng một, thắng Petra Kvitová ở vòng hai. Cô để thua Madison Keys ở tứ kết. Cô lọt vào bán kết nội dung đôi nam nữ Wimbledon cùng Oliver Marach, để thua trước cặp Heather Watson và Henri Kontinen.
Ostapenko tham dự Thế vận hội 2016. Cô thua Samantha Stosur ở vòng một.

### 2017: Vô địch Pháp Mở rộng, lọt vào top 10
Tại Úc Mở rộng, cô lọt vào vòng ba và dừng bước trước Karolína Plíšková trong ba set mặc dù có cơ hội giành match point trong set giao bóng của mình ở set thứ ba.
Tại Charleston Open, cô lọt vào chung kết và thua trước Daria Kasatkina.

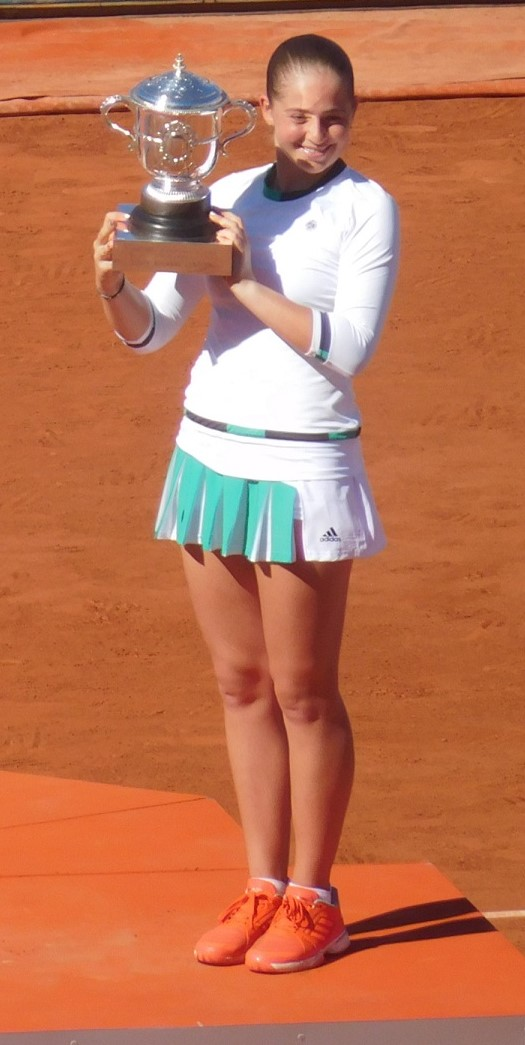
Ostapenko sau chức vô địch Roland-Garros 2017

Tại giải Pháp Mở rộng, Ostapenko, thời điểm đó xếp hạng 47 thế giới, lần lượt vượt qua Louisa Chirico, Monica Puig, Lesia Tsurenko, và Samantha Stosur. Co đối mặt với Caroline Wozniacki ở tứ kết. Ostapenko lột ngược dòng sau khi thua ở set đầu để lần đầu tiên lọt vào bán kết Grand Slam. Cô là tay vợt nữ Latvia đầu tiên làm được điều nay và tay vợt tuổi teen đầu tiên lọt vào bán kết Pháp Mở rộng sau đúng một thập kỷ (người cuối cùng là Ana Ivanovic năm 2007). Đối thủ của cô ở bán kết là Timea Bacsinszky trong trận đấu diễn ra đúng vào ngày 8 tháng 6, ngày sinh của cả hai tay vợt. Cô hạ Bacsinszky trong ba set, trở thành tay vợt đầu tiên không được xếp hạt giống lọt vào chung kết Pháp Mở rộng kể từ Mima Jaušovec năm 1983 và là người Latvia đầu tiên lọt vào chung kết Grand Slam. Trong trận chung kết với hạt giống số 3 Simona Halep, Ostapenko, dù thua ở set đầu và bị dẫn 3–0 ở set 2, hoàn tất cú lội ngược dòng để giành danh hiệu đơn đầu tiên trong sự nghiệp với tỉ số 4–6, 6–4, 6–3. Cô là vận động viên quần vợt Latvia đầu tiên vô địch nội dung đơn Grand Slam và là tay vợt nữ không phải hạt giống đầu tiên vô địch Pháp Mở rộng kể từ năm 1933. Ostapenko cũng là tay vợt đầu tiên sau Gustavo Kuerten đoạt chức vô địch đầu tiên trong sự nghiệp ngay tại một giải Grand Slam; trùng hợp là Kuerten giành chức vô địch đầu tiên của anh tại Pháp Mở rộng 1997 vào đúng ngày Ostapenko chào đời.
Tại Wimbledon, Ostapenko vượt qua Aliaksandra Sasnovich, Françoise Abanda, Camila Giorgi, và hạt giống thứ tư Elina Svitolina trên đường tới tứ kết Grand Slam thứ hai. Cô thua trước Venus Williams, người từng năm lần vô địch giải đấu.
Tại Mỹ Mở rộng, cô lọt vào vòng ba sau các chiến thắng trước Lara Arruabarrena và Sorana Cîrstea, tuy nhiên dừng bước trước Daria Kasatkina. Tuy vậy thành tích này vẫn đủ để cô;lần đầu lọt vào top 10 thế giới.
Cô giành danh hiệu WTA thứ hai trong sự nghiệp tại Korea Open ở Seoul. Tại Wuhan Open, cô loại Barbora Strýcová và Monica Puig để tiến tới tứ kết, nơi cô có chiến thắng trước tay vợt số 1 thế giới, Garbiñe Muguruza. Cô thua trước Ashleigh Barty ở bán kết.
Vào tháng 10, cô lọt vào bán kết China Open 2017 và để thua Simona Halep. Tại WTA Finals, cô thắng Karolína Plíšková tuy nhiên thua Muguruza và Venus Williams ở vòng bảng. Cô kết thúc năm 2017 ở hạng 7 thế giới.

### 2018: Top 5 thế giới, bán kết Wimbledon
Tại Indian Wells, Ostapenko hạ gục Belinda Bencic ở vòng hai, tuy nhiên thua Petra Martić ở vòng ba. Kết quả này giúp cô lọt vào top 5 thế giới.
Tại Miami Open, cô đánh bại hạt giống số 9 Petra Kvitová ở vòng bốn và hạt giống số 4 Elina Svitolina ở tứ kết với tỉ số 7-6, 7-6. Ở bán kết Ostapenko vượt qua Danielle Collins tuy nhiên thua ở chung kết Sloane Stephens.
Ostapenko quay lại Pháp Mở rộng với tư cách đương kim vô địch và là hạt giống số 5 tuy nhiên thua ngay tại vòng 1 trước Kateryna Kozlova. Sau thất bại này Ostapenko bị bật khỏi top 10. Tại Wimbledon, cô đánh bại Katy Dunne, Kirsten Flipkens, Vitalia Diatchenko và Aliaksandra Sasnovich để lọt vào tứ kết. Cô loại Dominika Cibulková để tiến vào vòng bán kết Wimbledon đầu tiên, tuy nhiên thất bại trước Angelique Kerber.

### 2019
Tại Giải quần vợt Úc Mở rộng 2019, Ostapenko là hạt giống thứ 22 nhưng thua ở vòng một trước Maria Sakkari.

## Thống kê sự nghiệp

### Chung kết Grand Slam
| Kết quả | Năm  | Giải         | Mặt sân | Đối thủ      | Tỉ số         |
| ------- | ---- | ------------ | ------- | ------------ | ------------- |
| Vô địch | 2017 | Pháp Mở rộng | Đất nện | Simona Halep | 4–6, 6–4, 6–3 |

### Thành tích đơn Grand Slam
| VĐ | CK | BK | TK | V# | RR | Q# | A | NH |

| Giải         | 2014 | 2015 | 2016 | 2017 | 2018 | 2019 | SR     | T–B   | % thắng |
| ------------ | ---- | ---- | ---- | ---- | ---- | ---- | ------ | ----- | ------- |
| Úc Mở rộng   | A    | A    | V1   | V3   | V3   | V1   | 0 / 4  | 4–4   | 50%     |
| Pháp Mở rộng | A    | Q1   | V1   | VĐ   | V1   |      | 1 / 3  | 7–2   | 78%     |
| Wimbledon    | A    | V2   | V1   | TK   | BK   |      | 0 / 4  | 10–4  | 71%     |
| Mỹ Mở rộng   | A    | V2   | V1   | V3   | V3   |      | 0 / 4  | 5–4   | 56%     |
| Thắng-Thua   | 0–0  | 2–2  | 0–4  | 15–3 | 9–4  | 0–1  | 1 / 15 | 26–14 | 65%     |

## Giải thưởng
| Năm  | Giải thưởng                                  |
| ---- | -------------------------------------------- |
| 2014 | Ngôi sao triển vọng của Thể thao Latvia      |
| 2016 | WTA Tour Breakthrough of the Month (tháng 2) |
| 2017 | WTA Tour Breakthrough of the Month (tháng 5) |
| 2017 | Tay vợt tiến bộ nhất WTA Tour                |
| 2017 | Nữ vận động viên Latvia của năm              |